# 이청아 (가수)
이청아(Cheong A Lee)는 대한민국의 (1978년 7월 1일~) 가수다.

## 학력
- 명지대학교 연극영화

## 음반
- 2014년 9월 4일: 이청아
- 2017년 2월 28일: 이청아 2nd 미니앨범
- 2019년 10월 21일: 봤다고

## 방송 진행
- 2020년 아이넷TV 《미스터리극장 위험한 초대》
- 2020년 아이넷TV 《리얼스토리 실제상황》

## 수상
- 2018년 MBC가요베스트 대제전 인기상